# Cristalochimie
Cristalochimia este o disciplină care se ocupă de proprietățile chimice și fizico-chimice ale substanțelor cristaline, și de relațiile existente între caracteristicile structurale ale unui mineral și compoziția sa chimică. Cristalochimia studiază în particular două fenomene importante: izomorfismul și polimorfismul.

## Izomorfismul
Termenul a fost introdus în 1819 de către E.Mitscherlich; se denumesc izomorfi două sau mai multe minerale care nu prezintă compoziție chimică analoagă, însă se cristalizează de formă similară, generând cristale de amestec, în distincte proporții denumite cristale mixte. De exemplu, dacă contopim un amestec format dintr-un nezosilicat de magneziu (forsteritul, Mg2[SiO4]) și un nezosilicat de fier (fayalita, Fe2[SiO4]), două substanțe izotipe (adică au același structură și se cristalizează în sistem rombic – clasa bipiramidală), și ulterior cristalizăm fuziunea nu vom obține cristale distincte de forsterit și de fayalită, ci cristale mixte din cei doi nezosilicați. În mod natural este frecvent amestecul acestor două substanțe, cunoscut sub denumirea comună de olivină. Fayalitul și forsteritul sunt două substanțe izomorfe, în timp ce olivina – (Mg,Fe)2[SiO4] – este o soluție solidă (amestec izomorf) de fayalită și forsterit.
În formula olivinei, Mg și Fe scrise între paranteze și separate de virgulă indică cationii Mg2+ și Fe2+ se pot substitui reciproc în distincte proporții în reticulele de fayalită și forsterit. Atomii de Mg și Fe care se pot substitui între ei sunt denumiți izomorfogenici sau vicarianți.

## Polimorfismul
Este fenomenul prin care în distincte condiții fizico-chimice (temperatură, presiune, mediu chimic), multe substanțe naturale și artificiale se pot cristaliza cu structură internă diferită, generând specii cristaline distincte, cu forme aparținând diferitelor clase de simetrie sau sistemelor cristaline și proprietăților fizice distincte.
Pasul de la o modificare sau fază la alta a aceleași substanțe poate să se producă într-un interval scurt de timp sau în mult timp și poate să fie reversibilă (sisteme polimorfe enantiotrope, caracterizate de posibilitatea de a reveni la cristalizarea inițială) sau ireversibilă (sisteme polimorfe monotrope, în care se poate observa numai pasul de la o modificare la alta pentru că este imposibilă transformarea inversă).
Primului sistem îi aparține sulful, care cristalizează în formele sistemului rombic și în cele ale sistemului monoclinic. În mod concret acest element în condiții ambientale naturale până la o temperatură de 95,3°C, cristalizează în formele sistemului rombic, în timp ce la temperaturi superioare cristalizează în formele sistemului sistemului monoclinic.

## Recunoașterea chimică
Modalitățile utilizate pentru a recunoaște mineralele sunt numeroase, unele sofisticate (difracție de raze X, spectrograf, spectrofotometru) și altele, mai simple, pot fi puse în practică fără să fie necesară recurgerea la laboratoare specializate.
Echipamentul de bază pentru o primă recunoaștere a mineralelor adunate pe parcursul unei excursii constă în ace, creioane, eprubete de cristal, brichetă, fir de platină și o serie de substanțe reactive (acid clorhidric, carbonat de sodiu și apă oxigenată etc.).
Probele de solubilitate în acid sunt foarte utile și ușor de realizat; în mod normal se utilizează acidul clorhidric. Utilizarea reactivilor este asociată determinării liniei, durității (unghie, ac, lamă de sticlă, creion) și examenului morfologic al mineralelor utilizând o lentilă, în cazul în care nu se dispune de un microscop.